# Чао Юаньфан
Чао Юаньфан (巢元方, 550 — 630) — китайський лікар, придворний медик часів династії Суй.

## Життєпис
Народився у 550 році. Про родину та місце народження немає жодних відомостей. Здобув визнання та мешкав у провінції Хенань. У 609 році був запрошений до імператора Ян-ді, якого вилікував від хвороби. Після цього прийнятий до імператорського почту. Помер у 630 році.

## Медицина
Керував створенням першого в китайській медицині трактату із загальної патології, кліниці та етіології «Чжубін юань хоулунь» («Судження про причини і симптоми усіх хвороб»), або «Чао-ши чжубін юань хоулунь» («Судження пана Чао про причини і симптоми усіх хвороб»), скорочено «Чао-ши бінюань» («Пан Чао про причини хвороб»), де узагальнив досвід попередників. Ця працю була представлена імператору у 610 році.
Трактат складається з 50 цзюаней і 67 розділів з описом 1739 внутрішніх і зовнішніх захворювань, викладає їх причини та ознаки, діагнози і прогнози. Торкається гінекології, акушерства, педіатрії, діетики і лікувальної гімнастики даоінь, демонструє майстерність хірургів, що вміли виривати зуби, робити аборти і анастомоз шлунка, але не містить лікарських рецептів.
«Чжубін юань хоулунь» справив значний вплив на розвиток медицини. На нього, зокрема, посилалися в епоху Тан Сунь Симяо і Ван Тао, в епоху Сун Ван Хуай-інь і Лю Фан, в епоху Мін принц Чжу Су та в епоху Цін автори «Іцзун цзиньцзянь» («Золоте свічадо основ медицини»). Він був добре відомий в Японії.